# Fontana dei Libri
Fontana dei Libri, även benämnd Fontanella di Sant'Eustachio, är en fontän vid Via degli Staderari i Rione Sant'Eustachio i Rom. Fontänen utfördes av Pietro Lombardi och invigdes år 1927.

## Beskrivning
År 1925 beställde Governatorato di Roma nio rione-fontäner av arkitekten och skulptören Pietro Lombardi. Syftet med dessa fontäner var att de skulle avspegla respektive riones särskilda karaktär. För Fontana dei Libri skulpterade Lombardi fyra böcker (libri), då fontänen är belägen vid Palazzo della Sapienza, vilket tidigare hyste Roms universitet. Hjorthuvudet med ett kors mellan hornen utgör emblemet för Rione Sant'Eustachio. De fem stenkloten alluderar på påve Leo X:s vapen; denne påve lät omorganisera universitet. Den krönande bågen bär bokstäverna SPQR.

## Bilder
| - Fontana dei Libri vid Via degli Staderari. - Emblem för Sant'Eustachio. - Påve Leo X:s vapen. |

### Webbkällor
- ”Campidoglio, inaugurata la Fontana dei Libri” (på italienska). Sovrintendenza Capitolina ai Beni Culturali. Arkiverad från originalet den 17 augusti 2021. https://archive.md/B0L2b. Läst 17 augusti 2021.
- ”Fontanella rionale delle Tiare” (på italienska). info.roma.it. Arkiverad från originalet den 17 augusti 2021. https://archive.ph/hh1BW. Läst 17 augusti 2021.